# Сокорсо (Месина)
Сокорсо је насеље у Италији у округу Месина, региону Сицилија.
Према процени из 2011. у насељу је живело 317 становника. Насеље се налази на надморској висини од 225 м.